# Рихтер, Эдуард

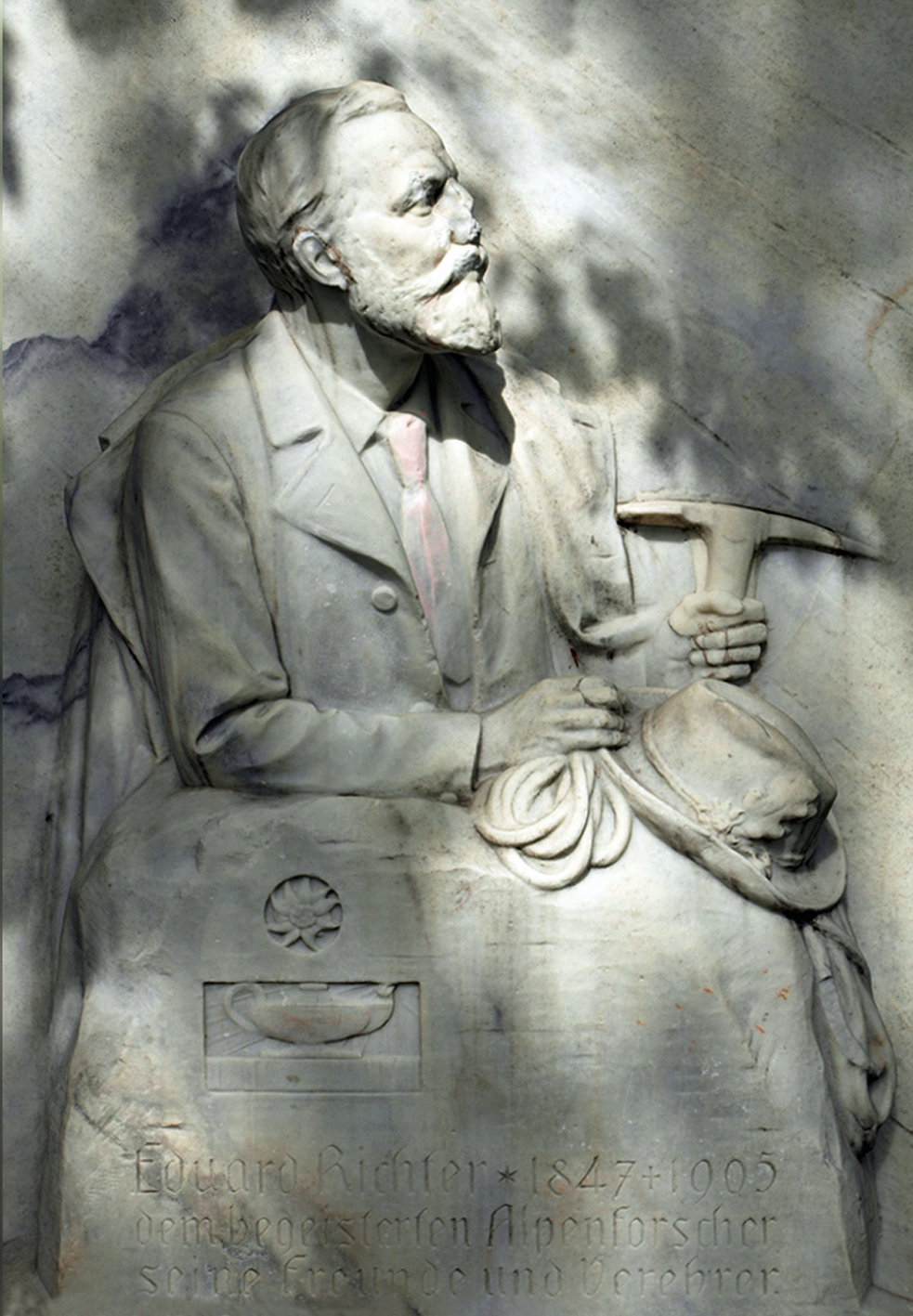
Фрагмент памятника Э. Рихтеру в горах близ Зальцбурга

Эдуард Рихтер (нем. Eduard Richter; 3 октября 1847, Маннерсдорф-ам-Лайтагебирге, Нижняя Австрия — 6 февраля 1905, Грац, Австро-Венгрия) — австрийский географ, историк, гляциолог и альпинист. Педагог, профессор, ректор Грацского университета (1898 / 1899). Действительный член Австрийской академии наук (с 1902).

## Биография
В 1866 году поступил на факультет немецкой филологии Венского университета. С 1867 года начал заниматься историей и геологией.
С 1883 по 1885 был председателем альпинистского Альпийского клуба Зальцбурга и президентом Центрального комитета Австрийско-германского альпинистского клуба. С 1886 — доцент, затем профессор географии Грацского университета.
В 1898/99 учебном году Э. Рихтер избирался ректором университета Граца, в 1898—1900 — Президент Международной гляциологической (ледниковой) комиссии, с 1902 — действительный член Австрийской академии наук.
С 1904 назначен советником императорского двора (хофрат).

## Научная деятельность
Занимался, главным образом, исследованиями в области истории средних веков, позже — преимущественно гляциологией. Занимался изучением ледников, исследованиями в области геоморфологии гор и лимнологии. Подробно исследовал много озер в австрийских Альпах, между прочим, северную часть Гардского озера. Главные результаты этих исследований изложены в его труде «Seenkunde» (Вена, 1896).
Кроме того, Эдуард Рихтер определил размеры 1012 ледников в восточных Альпах, создал своего рода ледниковый лексикон. По заданию Академии наук подготовил к печати «Исторический атлас стран австрийских Альп» («Atlas der österreichischen Alpenseen» вместе с Пенком, Вена, 1895, и сл.) .

## Избранные труды
- «Das Herzogtum Salzburg» (Вена, 1881),
- «Die Alpen» (Лейпциг, 1885),
- «Die Gletscher der Ostalpen» (Штутгарт, 1888),
- «Lehrbuch der Geographie für Mittelschulen» (Вена, 1893),
- «Ein historischer Atlas der österreichischen Alpenländer» (Грац, 1895),
- «Geomorphologische Beobachtungen aus Norwegen» (Вена, 1896), а также целый ряд статей в изданиях германского и австрийского альпийского общества.

Под его же редакцией вышло издание этого общества: «Die Erschliessung der Ostalpen» (1892—1894).

## Награды
- Рыцарь Ордена Церингенского льва I степени (1885)